# Sidorejo (Sukorejo)
Sidorejo is een bestuurslaag in het regentschap Ponorogo van de provincie Oost-Java, Indonesië. Sidorejo telt 3493 inwoners (volkstelling 2010).